# انحراف مجموع مقلوبات الأعداد الأولية

يزيد مجموع مقلوبات الأعداد الأولية بدون حد. المحور الأفقي بمقياس لوغاريتمي, يظهر بطء التباعد. المنحنى الأحمر هو دالة الحد الأدنى لهذا التباعد.

مجموع مقلوبات الأعداد الأولية هو متسلسلة متباعدة حيث أن:
{\displaystyle \sum _{p{\text{ prime}}}{\frac {1}{p}}={\frac {1}{2}}+{\frac {1}{3}}+{\frac {1}{5}}+{\frac {1}{7}}+{\frac {1}{11}}+{\frac {1}{13}}+{\frac {1}{17}}+\cdots =\infty .}
كان ليونارد أويلر قد برهن على ذلك في 1737، كما أنها تعزيز لمبرهنة إقليدس في القرن الثالث الميلادي التي تنص على أن هناك عدد لا منته من الأعداد الأولية.
يوجد العديد من البراهين على نتيجة أويلر بما فيها الحد الأدنى للمجاميع الجزئية الذي ينص على:
{\displaystyle \sum _{\scriptstyle p{\text{ prime }} \atop \scriptstyle p\leq n}{\frac {1}{p}}\geq \ln \ln(n+1)-\ln {\frac {\pi ^{2}}{6}}}
لجميع الأعداد الطبيعية n.

## صيغة مبسطة للبرهان أعلاه
{\displaystyle {\begin{aligned}&{}\quad \ln \left(\sum _{n=1}^{\infty }{\frac {1}{n}}\right)=\ln \left(\prod _{p}{\frac {1}{1-p^{-1}}}\right)=\sum _{p}\ln \left({\frac {p}{p-1}}\right)=\sum _{p}\ln \left(1+{\frac {1}{p-1}}\right)\end{aligned}}}
وبما أنه
{\displaystyle e^{x}=1+x+{\frac {x^{2}}{2!}}+{\frac {x^{3}}{3!}}+\cdots ,}
فإن ex > 1 + x و (x > ln(1 + x. وهكذا :
{\displaystyle \sum _{p}\ln \left(1+{\frac {1}{p-1}}\right)<\sum _{p}{\frac {1}{p-1}}}
ومنه فإن {\displaystyle \sum _{p}{\frac {1}{p-1}}} متباعد. ولكن {\displaystyle {\frac {1}{p_{i}-1}}<{\frac {1}{p_{i-1}}}}
حيث pi هو العدد الأولي من الرتبة i. وبالتالي {\displaystyle \sum _{p}{\frac {1}{p}}} متسلسلة متباعدة.